# نوبوناگای خل
نوبوناگای خُل (به ژاپنی: ノブナガ・ザ・フール Nobunaga za Fūru) نام یک بازی مرحله‌ای ژاپنی و همچنین نام یک انیمه است که توسط شوجی کاواموری ساخته شده است.